# Иньвенцы
Иньвенские (иньвенцы) или южные коми-пермяки — этнографическая группа коми-пермяков.
Проживают в районах реки Иньва и Нердва (Кудымкарский и Юсьвинский районы Пермского края).
Как этнографическая группа иньвенцы сложились к концу XVIII века.
В языковом отношении южная диалектная группа включает в себя несколько говоров: оньковский, нижнеиньвенский, нердвинский и кудымкарско-иньвенский.
Антропологически присущ европеоидный вятско-камский подтип сублапоноидного типа.